# Pragmatička sankcija (1713.)
Pragmatička sankcija je naziv za Kućni zakon koji je 19. travnja 1713. donio njemačko-rimski car i ugarsko-hrvatski kralj Karlo VI. (III.). Tim je Karlo regulirao pitanje nasljedstva u slučaju da umre bez sina. On je naime bio jedini muški Habsburgovac te je želio osigurati prijestolje i za žensku lozu svoje dinastije. Poticaj mu je dao Hrvatski sabor donijevši godinu dana prije Hrvatsku pragmatičku sankciju. 
Pragmatička sankcija imala je tri točke:
1. Zemlje Habsburške Monarhije ne smiju se dijeliti odnosno ne smiju sebi izabrati drugog vladara osim Habsburgovca.
2. Nakon smrti Karla VI. (III.), ako on ne bi imao sina, prijestolje nasljeđuju njegove kćeri i njihovi zakoniti potomci po načelu primogeniture (prvorodstva)
3. Izumre li Karlova loza, prijestolje nasljeđuju kćeri njegova brata Josipa I. i njihovi zakoniti potomci po načelu primogeniture.

Karlo je čitav život bezuspješno nastojao da i europske zemlje priznaju Pragmatičku sankciju. Kad je godine 1740. umro bez sina naslijedila ga je najstarija kći Marija Terezija što su osporile europske zemlje te je buknuo Austrijski nasljedni rat (1740. – 1748.) u kojem se Marija Terezija uspjela održati na prijestolju.
Pragmatička sankcija bila je jedan od temeljnih zakona Habsburške Monarhije, kasnije Austro-Ugarske sve do njene propasti godine 1918.